# 詹森·懷特
詹森·懷特（英語：Jason White；1978年4月17日—）是一位已經退役的蘇格蘭橄欖球運動員。他是蘇格蘭國家橄欖球隊的一員，曾經擔任蘇格蘭國家隊的隊長。